# Antonio Moniz Barreto de Aragão
Antonio Moniz Barreto de Aragão (5 Setembro de 1844, Salvador, Bahia, 28 de julho de 1922 — Santo Amaro, Bahia, 28 de julho de 1898), foi um nobre brasileiro, primeiro Barão de Mataripe. 

## Genealogia
Era irmão de Egas Muniz Barreto de Aragão e Menezes, o Barão de Muniz e Aragão. Seus outros irmãos chamavam-se Salvador Moniz Barreto de Aragão e Francisco Moniz Barreto de Aragão.

## Biografia
Foi batizado em 2 de setembro de 1846 em São Pedro, Salvador, Bahia. Casou-se com Theresa Maria de Jesus Pires de Carvalho e Albuquerque, filha  da 1ª viscondessa da Torre de Garcia d'Ávila, D. Ana Maria Pires de São José e Aragão, pelo seu 1º casamento, em 1834, com o tio paterno António Joaquim Pires de Carvalho e Albuquerque. 
Tiveram Maria Epifânia Moniz Barreto de Aragão, Antônio Muniz Barreto de Aragão e João Moniz Barreto de Aragão. 
Engenheiro Civil, estudou na Alemanha, tendo se formado pela Academia de Karlsruhe. Recebeu o título de Barão em atenção ao relevante serviço que prestou ao Estado e por ter liberto vinte e seis escravos.

## Títulos e homenagens
Fidalgo Cavalleiro
1869 - Cavalleiro da Real Ordem de Christo de Portugal
1870 - Commendador da Ordem de Santo Sepulcro de Jerusalém
1872 - Moço Fidalgo com exercicio na Casa Imperial
1872 - Guarda-roupa honorário da Imperial Câmara
12 de janeiro de 1884 - Barão de Mataripe

## Referencias
1. ↑  «GeneaMinas - genealogia mineira - Antônio Moniz Barreto de Aragão (1º Barão de Mataripe) e Teresa Cavalcanti Pires de Carvalho e Albuquerque». www.geneaminas.com.br. Consultado em 11 de março de 2023
2. ↑  «:::[ DocPro ]:::». memoria.bn.br. Consultado em 11 de março de 2023